# Hindustan Times
Hindustan Times (tidigare/ibland skrivet The Hindustan Times) är en av de största dagstidningarna i Indien, tryckt på engelska. Den grundades 1924 och har sina rötter i det tidiga 1900-talets frihetsrörelse (Hindustan är ett äldre namn för Indien). Många kända indier har arbetat som redaktörer på tidningen, inklusive Mahatma Gandhis son Devdas Gandhi.

## Storlek och historik
Tidningen hade i november 2017 en tryckt upplaga på 993 000 exemplar. Enligt statistiken var HT 2014 Indiens näst mest lästa dagstidning i landet, efter den likaledes engelskspråkiga The Times of India.
Tidningen är populär i norra Indien, och den har eller har haft olika upplagor baserade i New Delhi, Mumbai (sedan 2005), Calcutta (2000–16), Lucknow, Patna, Ranchi och Chandigarh. De tidigare upplagorna för Nagpur och Jaipur lades ner 1997 respektive 2006. Tidningsutgivaren (Hindustan Times Media) har under 2010-talet utvecklat digitala publikationer, vilket gått ut över satsningarna på de olika pappersutgåvorna.

## Chefredaktörer (urval)
- 1937–57 • Devdas Gandhi[2]
- 1957–59 • Durga Das[4][5]
- 1980–83 • Khushwant Singh[6]
- –2016 • Sanjoy Narayan[7]
- 2016–17 • Aparisim "Bobby" Ghosh[7][8]
- 2017– • Sukumar Ranganathan[9]